# Circle D-KC Estates (Teksas)
Circle D-KC Estates je naseljeno mjesto za statističke potrebe u američkoj saveznoj državi Teksas. Prema popisu stanovništva iz 2010. u njemu je živjelo 2.393 stanovnika.